# Sport-étude
Section sportive scolaire
 (juin 2009).
Une section sportive scolaire (anciennement section sport-étude) est une structure spécialisée combinant études classiques et sport de haut niveau.

## Concept
La question de la conciliation entre les études et le sport de haut niveau est un sujet de débat depuis le début du vingtième siècle, ère à laquelle Georges Hébert dénonce les lycéens qui décrochent pour se lancer dans une carrière sportive. Aujourd'hui encore, la majorité des jeunes sportifs de haut niveau déclarent privilégier leur pratique sportive, quelles que soient les modalités scolaires proposées par les fédérations. Certaines fédérations valorisent particulièrement le « double projet », tandis que d'autres n'encouragent pas forcément la suite des études,. Les parents peuvent aussi conditionner l'engagement dans le sport de haut niveau à la poursuite d'études.
L'avantage principal de cette continuité est qu'en cas de blessure ou d'autre arrêt brusque et subi de carrière, les sportifs ne se retrouvent pas démunis et privés de leur identité. La plupart des étudiants faisant ce double projet suivent un cursus en rapport avec le sport.
Certains pays, dont la France, accordent un statut spécifique aux sportifs de haut niveau ou inscrits sur les listes espoir, leur permettant notamment d'aménager leur parcours scolaire. Le sport-études, statut créé en France en 1974, va de l'aménagement des conditions pédagogiques à un système d'accompagnement scolaire personnalisé, ou simplement l'adaptation de l'emploi du temps aux horaires d'entraînement et l'autorisation d'absences les jours de compétition. D'autres jeunes encore sont en enseignement à distance.
Les athlètes qui arrêtent pour mieux se consacrer à leur objectif sportif en souffrent souvent. En effet, le fait de stopper leurs études provoque une pression plus importante pour la performance et ajoute une monotonie extrême à leur vie, désormais uniquement centrée autour des entraînements. Ces sportifs peuvent donc témoigner d'un fort mal-être et d'un désengagement sportif, alors qu'ils ont eux-mêmes fait la demande de pause dans certains cas.

## En France

### Section sport-étude (1960-1996)
Afin de compenser les faiblesses de la formation sportive dans le cadre scolaire classique en France, l'État a mis en place des structures spécialisées : les sections sports-études. Ces établissements qui combinent apprentissages classiques et sport de haut niveau voient le jour dans les années 1960 après les résultats catastrophiques enregistrés lors des olympiades de 1960 et 1964. Collèges et lycées sont concernés et le maillage du territoire est complet avec au moins un établissement disposant d'une section sports-études par département.
Les sections sports-études assurent la base de travail de formation, mais celui-ci doit être poursuivi au sein de pôles plus spécialisés : les pôles de haut niveau. Chaque fédération sportive possédant un label haut niveau délivré par le ministère des sports et sa commission nationale du sport de haut niveau, dispose de plusieurs de ces pôles. L'INSEP héberge quelques-uns de ces pôles. Dans certains sports plus structurés comme le football ou au handball, la formation spécialisée est assurée au sein de centres de formation intégrés aux clubs professionnels.

### Section sportive scolaire (depuis 1996)
Les sections sportives scolaires, créées en 1996, remplacent les anciennes sections sport-études. Elles sont ouvertes par les recteurs dans les collèges et les lycées après avis favorable du conseil d’administration de l'établissement. 
Elles offrent une pratique sportive renforcée dans une seule discipline. Elles peuvent favoriser l'éclosion de futurs sportifs de haut niveau, notamment dans le cadre d'un partenariat avec un club local.
Elles sont gérées par les enseignants d'EPS et s'adressent aux élèves désireux de poursuivre un cursus scolaire normal ou à des élèves en difficulté, mais motivés pour se donner une nouvelle chance de réussite scolaire.
À la rentrée 2010, il existait environ 3 000 sections sportives, pour près de 60 000 élèves.

## Au Canada
Le sport-étude est fait pour motiver les élèves à donner leur 100 % à l’école puisqu'il reste le plus important selon le gouvernement : « Les programmes Sport-études visent à soutenir des élèves-athlètes identifiés par leur fédération dans la pratique de leur discipline sportive et dans la réussite de leurs études au secondaire. Ils leur permettent de concilier leurs objectifs scolaires et sportifs, à la condition qu’ils accordent la priorité à leur réussite scolaire ». Au total, il y plus de 600 programmes de sport-études au Québec dont plusieurs de hockey, football, basketball, danse, baseball, vélo de montagne etc.
Bref, ils sont tous des activités qui mènent à, entre autres, améliorer l’attention, la concentration et les autres fonctions du cerveau, à avoir une meilleure confiance en soi et à améliorer le sommeil et le stress. Donc, les sport-études font tous les bienfaits de l’activité physique dont bénéficient ces élèves. Cela fait en sorte que même avec des heures de cours en moins que les élèves dans les autres programmes, les élèves des sport-études peuvent avoir d’aussi bonnes notes que les autres.
Pour la plupart des programmes, les jeunes bénéficient de périodes de récupérations avant ou après l’école pour récupérer ce qu’ils ont manquer pendant qu’ils pratiquent leur sport pendant une journée d’école. De plus, si les élèves n’ont pas des notes ou une attitude satisfaisante, les entraîneurs ne se gênent habituellement pas pour punir le joueur pour que celui-ci comprenne ses privilèges.
Par exemple, le programme de sport-études hockey prônent des actions très importantes : « Devenir un ambassadeur positif à l’école et à l’extérieur du milieu, respecter les règlements du code de vie de l’école, s’impliquer dans sa réussite académique, respecter ses pairs et tout adulte de l’école ». Le coût pour le programme de sport-études est plus élevé qu’une année dans un programme sans sport, mais l’élevé a de grands avantages comme ceux qui ont été mentionnés.